# متسبين
 مصبن  (عبرية:מצפן) هو اسم لحركة ثورية إشتراكية معادية للصهيونية تأسست في إسرائيل عام 1962 من قبل أعضاء سابقين في الحزب الشيوعي الإسرائيلي كانوا معارضين لدعم الحزب اللا محدود لسياسات الإتحاد السوفييتي الخارجية. تأسست الحركة من قبل موشي محوبر وعقيبا أور الذين كانا ناقدين للصهيونية ومن مناصري حل الدولة الواحدة لحل للقضية الفلسطينية. جمعت مصبن العديد من النشطاء العرب والإسرائيليين من خلفيات يسارية مختلفة أبرزهم الفلسطيني جبرا نقولا.

## قضية الجبهة الحمراء
الجبهة الحمراء هي إحدى المنظمات التي خرجت من منظمة متسبين وكان لها نشاط قصير حتى اعتقال العديد من أعضائها في نهاية عام 1972، ووجهت إسرائيل إليهم تهمة التجسس وإقامة روابط مع منظمات ثورية ومنظمات فلسطينية. وكان من أعضائها داوود تركي وإيهود أديف.